# Марсель Фонлантен
Марсель Фонлантен (нім. Marcel Vonlanden, нар. 8 вересня 1933, Лозанна) — швейцарський футболіст, що грав на позиції нападника.
Більшу частину кар'єри провів виступаючи за клуб «Лозанна», з якою став володарем Кубка Швейцарії, а також національну збірну Швейцарії, у складі якої став учасником чемпіонату світу 1962 року. 

## Клубна кар'єра
У дорослому футболі дебютував 1953 року виступами за команду «Фрібур», в якій провів один сезон. 
1954 року перейшов до клубу «Лозанна», за який відіграв 8 сезонів. Завершив професійну кар'єру футболіста виступами за команду «Лозанна» у 1962 році, вигравши в останньому сезоні Кубок Швейцарії.

## Виступи за збірну
19 червня 1955 року дебютував в офіційних матчах у складі національної збірної Швейцарії в товариській грі проти Іспанії (0:3) а останню гру провів 24 листопада 1957 року проти цієї самої команди в рамках відбору на чемпіонат світу 1958 року. Загалом у національній команді провів 10 матчів.
Згодом у складі збірної був учасником чемпіонату світу 1962 року у Чилі, але на поле вже не виходив.

## Титули і досягнення
- Володар Кубка Швейцарії (1):

«Лозанна»: 1961-62